# Nier (videojuego)
Nier, estilizado como NieR, es un videojuego de rol en 3.ª persona desarrollado por Cavia y producido por Square Enix. Fue lanzado para PlayStation 3 y Xbox 360 en Australia, Europa, Japón y América del Norte en abril de 2010. En Australia, Europa y América del Norte el juego fue lanzado como Nier para Xbox 360, mientras que una versión alternativa titulada Nier Replicant fue lanzada exclusivamente en Japón para PlayStation 3, siendo el cambio más relevante la edad del protagonista que es un adolescente. Las ediciones lanzadas originalmente en occidente corresponden a Nier Gestalt, localizadas sólo como Nier. Una versión actualizada de Replicant, titulada Nier Replicant ver.1.22474487139..., fue lanzado de manera mundial para PlayStation 4, Xbox One y Microsoft Windows el 23 de abril de 2021.
El juego sigue al protagonista Nier en su intento de encontrar una cura para una rara enfermedad, conocida como «Black Scrawl», que ha contraído Yonah, su hija (o hermana menor, en el caso de la versión japonesa).   
A lo largo de la historia Nier será acompañado en la aventura por un libro parlanchín y pedante llamado Grimoire Weiss, la malhablada Kainé y el joven Emil, mientras él trata de encontrar una cura para el Black Scrawl y comprender la naturaleza de unas criaturas conocidas como «Sombras» que acechan el mundo y atacan a los humanos. Esta obra incluye elementos de varios géneros de videojuegos, cambiando a ellas en la acción primaria del estilo de los videojuegos de rol.  
NieR nace como un spin-off de la saga Drakengard, también creada por Yoko Taro. Y continúa la historia en su mundo a partir del quinto final de la primera entrega. 
La música fue compuesta por Keiichi Okabe en «Head of Monaca», un estudio de composición musical. NieR fue lanzado con recepciones mixtas; los críticos elogiaron la historia, los personajes y los soundtracks y se mezclaron las opiniones de qué tan bien los elementos de juegos diferentes se conectaron. 
La críticas negativas se centraron en la ejecución de ciertos elementos de la jugabilidad y en especial en las repetitivas misiones secundarias, además fue especialmente criticado por el apartado visual considerado como desfasado para la época.
A pesar de que Nier tuvo un éxito intermedio comercial de poca difusión, el videojuego siendo el primer título sacado de la serie de Nier, hoy en día debido a su poca difusión se le considera un clásico de culto, algunos lo consideran como un juego infravalorado y también algunos lo consideran como una rareza de juego.
En 2017 se lanzó una secuela conocida como NieR: Automata, para PS4 y Microsoft Windows y en 2018 para Xbox One. Esta fue desarrollada por PlatinumGames y publicada nuevamente por Square Enix.

## Videojuego
El jugador toma control de un hombre de mediana edad en NieR de Europa, América del Norte y Australia, mientras que el protagonista es un hombre joven en NieR Replicant (Japón). El jugador controla directamente a Nier a través de una perspectiva de tercera persona para interactuar con las personas, objetos y enemigos a lo largo del juego. El mundo de juego está dividido en áreas separadas por pantallas de cargas, y el jugador puede moverse libremente a través de ellas. En cuartos, edificios o secciones específicos, la cámara cambia de perspectivas y, por ejemplo, Nier es limitado a moverse en un ambiente bidimensional mientras que en ciertas batallas la cámara se aleja para simular una perspectiva top-down de Shoot 'Em Up u otros géneros de videojuego.
En su recorrido por el mundo el jugador será frecuentemente atacado por monstruos, las cuales incluyen unas figuras oscuras llamadas Sombras, animales gigantes, robots y los respectivos jefes finales. Derrotar a los anteriores otorga puntos de experiencia que incrementan el nivel y poder de Nier, y el dinero que puede ser usado para comprar objetos. Nier puede atacar a esos enemigos ya sea con espadas de una mano, de dos manos o una lanza. Estas armas pueden ser personalizadas para aumentar el daño y habilidades usando materiales que pueden ser comprados, encontrados en el suelo, tirados por los enemigos o enterrados. Múltiples variedades distintas de cada arma pueden ser encontradas. El jugador también puede usar conjuros mágicos los cuales requieren de una constante regeneración para poder realizar. Estos hechizos incluyen desde simples pequeñas bolas disparadas como proyectiles hasta oscuros puños gigantes, entre otros; nuevos hechizos son adquiridos en la primera mitad del juego completando batallas específicas. En adición a la trama principal, Nier incluye numerosas misiones secundarias que de ser completadas son recompensadas con experiencia o dinero, además de misiones hay pasatiempos como pescar o cultivar. Algunas de las misiones secundarias son requeridas para desbloquear los finales adicionales, los cuales en su conjunto completan la historia de NieR. Estos son:
Final A: Terminar el videojuego normalmente hasta la secuencia de créditos.
Final B: Al terminar los créditos de la primera fase, continuar con la última partida guardada. La historia comenzará en un momento avanzado de la trama inicial e incluirá nuevas escenas y diálogos a lo largo de la aventura. Además, se conservarán todas las armas, objetos y textos.
Final C: Al igual que el B, la historia comenzará en un momento avanzado de la trama. Para conseguir este final sólo es necesario completar el A, B y conseguir el trofeo «Weapons Collector» que se obtiene al conseguir el 100% de las armas del videojuego. Cumpliendo este requisito, al final de la trama se presentará una elección que decidirá el futuro de los personajes principales. 
Final D: La obtención de este desenlace consiste en efectuar la elección opuesta a la del Final C. Al llevar a cabo esta elección el sistema nos alertará varias veces que eliminará completamente las partidas guardadas de nuestra plataforma, por ello se recomienda solo luego de visualizar los desenlaces previos.

## Remasterización
En marzo de 2020 Square Enix anunció que Nier tendría una nueva versión basada en la edición japonesa de PS3 del videojuego, protagonizada por un Nier adolescente. Este nuevo título en desarrollo además traerá de vuelta el videojuego con visuales y gráficos mejorados, también incluiría cambios y mejoras en la jugabilidad para acercar la experiencia del combate a su secuela Nier Automata. Además, los desarrolladores afirmaron que también podría haber cambios o añadidos a la historia original del 2010. Así mismo, los creadores afirman que no se tratará de un Remake o de un Remaster, sino que será una versión mejorada del videojuego original que no se limitará a cambiar sólo su aspecto visual.
El desarrollo de Nier Replicant ver.1.22474487139 está a cargo del estudio Toylogic Inc. Y además de contar Yoko Taro como director creativo, también participan en el mismo miembros del personal de Platinum Games así como Saki Ito como Director de Desarrollo de Toylogic. De igual manera, la obra contará nuevamente con el compositor Keiichi Okabe para la banda sonora (la cual se reorquestará para la nueva edición), así como Yosuke Saito, director en Square Enix, repetirá su posición como Productor de la obra.
Nier Replicant Remaster fue puesto a la venta a nivel mundial el 23 de abril de 2021 en PlayStation 4, Xbox One y en PC vía Steam. Y un día antes para Japón.
A pesar de ser una remasterización, incluye algunos añadidos que no estaban presentes en el videojuego original, que son las siguientes:
- Actuaciones de voz en inglés (el NieR Replicant original sólo tuvo voces en japonés). Así mismo, se incluye un nuevo doblaje en japonés.
- El sistema de combate ha sido rediseñado para asemejarse al de NieR: Automata, lo que resulta en unos combates más ágiles y dinámicos.
- Banda sonora totalmente renovada y mejorada, sin dejar de mantener la esencia de los temas originales.
- Incluye de serie el DLC El receptáculo de los mundos vacúos, en el que el jugador puede controlar al Nier padre (el protagonista de NieR Gestalt). Sigue siendo una zona opcional, pero cuando el jugador acceda aquí por primera vez, podrá escuchar unas palabras de este personaje (con la misma voz del juego original, la del actor Jamieson Price).
- Trajes adicionales mediante DLC gratuitos basados en los personajes de NieR: Automata.
- Incluye una serie de historias que eran exclusivas del libro Grimoire NieR, que sólo se vendió en Japón:
  - Relatos, escenas y conversaciones entre personajes, que ayudan y enriquecen a los mismos.
  - La historia de La sirenita.
  - La mini historia de El hombre del zurrón rojo.
  - Se incluye un quinto final, el FINAL E. Para acceder a él, el jugador debe ver los cuatro finales anteriores (A, B, C y D) y, posteriormente, empezar una nueva partida y jugar hasta llegar al punto de la trama en la que el protagonista conoce a Kainé.

## Argumento
El juego da inicio con un prólogo durante una nevada en verano del año 2049. En una moderna pero destruida tienda de abarrotes, Nier defiende el lugar de unos extraños monstruos que acechan afuera para proteger a su hija enferma. Después de derrotar a todos, Nier revisa a Yonah y ve que comienza a toser mucho y empeorar su condición. Luego de este prólogo, el videojuego nos sitúa aproximadamente 1412 años en el futuro donde el jugador ve lo que parecen ser los mismos dos personajes que en el 2049, Yonah y Nier, viviendo en un pueblo construido sobre las ruinas de una antigua ciudad. Este pueblo primitivo con poca y nula tecnología moderna es uno de muchos otros y está rodeado por ruinas más modernas como los restos de vías de tren o fábricas de maquinarias industriales. Además, las áreas de viaje entre los pueblos están llenos de Sombras, los principales enemigos del videojuego, y otros peligros para los viajeros.  
Como la enfermedad de su hija llamada «Black Scrawl» está en la fase terminal, Nier busca desesperadamente una cura al mismo tiempo que busca ganarse la vida realizando trabajos para los habitantes de los distintos pueblos y para las hermanas Devola y Popola, administradoras del poblado principal y a veces cuidadoras de Yonah en ausencia de Nier. En uno de sus viajes Nier se encuentra con un libro parlanchín llamado Grimoire Weiss, el cual sugiere formar equipo y utilizar las habilidades de Weiss ya que descubren que su magia podría ser la clave para encontrar una cura para la enfermedad de Yonah. En su búsqueda se encuentran con una irascible y malhablada mujer llamada Kainé, poseída en parte por una Sombra, y con Emil, un joven que habita una gran mansión y con la extraña habilidad de petrificar a todo el que vea. Después de viajar juntos por un tiempo, la villa es atacada por un Sombra gigante que lucha contra NieR y sus amigos; la batalla culmina con Yonah siendo secuestrada por una Sombra de extraña apariencia, el cual luego es conocido como el «Shadowlord» (Señor de las Sombras). Quien carga su propio libro mágico, Grimoire Noir, el cual es el opuesto de Weiss y que durante la batalla intenta manipularlo para abandonar a Nier y unirse al Shadowlord para lograr su propósito. Weiss finalmente se resiste a ello gracias a los gritos e insultos de Kainé. Luego de terminada la batalla, el Shadowlord escapa con Yonah, Nier resulta herido de gravedad y Kainé se sacrifica siendo petrificada contra una puerta para proteger al pueblo de una peligrosa Sombra atrapada en el sótano de la Gran Biblioteca.

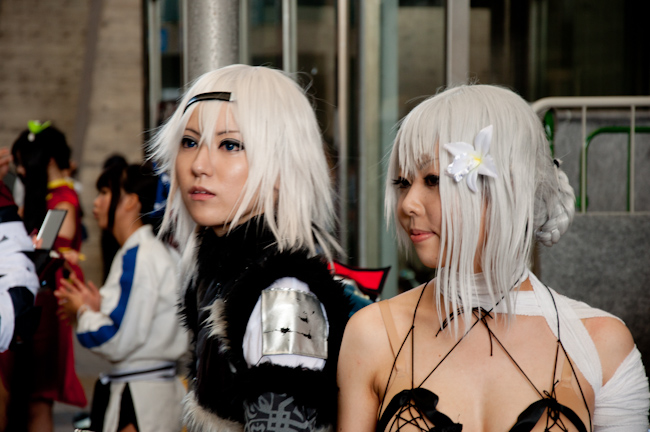
Cosplayers como los personajes principales del juego.

Luego de los hechos de la batalla en la biblioteca, la historia realiza un salto de 5 años. Los aldeanos aún siguen en la labor de reconstruir su pacífica vida pasada pero las sombras, por razones que nadie se explica, se están volviendo aún más violentas y numerosas. Nier por su parte continúa en su tarea de eliminarlas y reencontrarse con su hija Yonah, hasta que un día recibe un mensaje de Emil. Él ha descubierto en su mansión una pista que podría ayudarlos a controlar la magia de sus ojos y que podría revivir a Kainé. En el proceso Emil y Nier descubren que la Mansión en realidad era una base militar secreta que los humanos habían construido hace siglos, y que en el pasado Emil y su hermana, Haula, formaron parte de crueles experimentos junto con otros niños huérfanos para controlar la magia y crear un arma invencible. Pero el experimento resultó en un fracaso y Haula terminó siendo transformada en un monstruo salvaje que solo podía ser contenida por la habilidad de petrificación de Emil. Finalmente, él decide sacrificar su cuerpo para fusionarse con su hermana y así poder controlar su magia, con lo cual finalmente son capaces de despertar a Kainé.
Una vez que el grupo vuelve a estar completo, Nier y sus acompañantes deciden continuar con la búsqueda de Yonah. Durante un viaje descubren la Llave del Guardián en el Santuario Perdido, que obtienen al derrotar a los defensores del gran Castillo del Acantilado y después de que tanto Emil como Nier vean por primera vez que Kainé está poseída por una sombra que al emerger le arrebata su voluntad. Luego de ello, llevan el objeto para que sea analizado por Popola quien les revela pistas para completar el juego de 5 llaves que podrían ser utilizadas para ingresar al Castillo del Shadowlord. Estas llaves consisten en la llave del Cerberus Leal, un lobo líder de manada que se encuentra poseído por una Sombra y que habita en el desierto junto a Facade, un poblado que está en guerra con ellos; la llave del Árbol de la Memoria, un árbol milenario que ha pasado su existencia recopilando las memorias de la humanidad y de todos los sucesos acaecidos su alrededor y que además tiene la capacidad de inducir a vívidos sueños a los seres que entren en contacto con él, pero que ahora se encuentra agonizante a causa de una Sombra que devora sus recuerdos; la llave del Sacrificio, la que consiguen luego de derrotar la invasión de las Sombras en Nido del Águila (pueblo que había condenado al ostracismo a Kainé y a su abuela) pero que se salda con la destrucción total del pueblo y sus habitantes debido a que Emil pierde temporalmente el control de su poder; y la llave de Leyes de la Robótica, la cual se obtiene vengando al hermano mayor del herrero al derrotar a una máquina que estaba siendo controlada por una Sombra.
Después de derrotar a las 5 Sombras y armar la llave completa, el equipo va tras el Shadowlord. Allí se encuentran con Devola y Popola, personajes que antes habían ayudado a Nier en sus viajes, aparecen y tratan de persuadirlos para regresar al pueblo y abandonar la búsqueda de Yonah. Entonces, ellas les explican que 1,300 años antes, la humanidad enfrentó la extinción a causa de una enfermedad incurable, el Síndrome de Cloración Blanca generado por las partículas extradimensionales «maso», elemento químico mágico que fue traído al Japón contemporáneo por los sucesos del final de Drakengard. En un intento desesperado por sobrevivir, los seres humanos comenzaron a investigar y experimentar con el maso descubriendo así una manera de controlar y crear materia de la nada, la nombran Magia. A partir de esto, dieron con una aparente solución a la mortal pandemia, la separación de cuerpo y el alma utilizando a Grimoire Noir y Grimoire Weiss (seres humanos sellados mágicamente dentro de libros). Crearon clones humanos resistentes a la enfermedad pero sin sus almas originales, los Replicants (Replicantes). Y una vez que la enfermedad y todo peligro relacionado con ella hubiera desaparecido se intentaría volver a recombinar las almas, o Gestalts, con los cuerpos de los Replicants, utilizando nuevamente a los Grimoire para ello. Devola y Popola fueron series de androides fabricadas a dúo y en cantidad por los humanos con el fin de supervisar en pares las diferentes colonias pertenecientes al Proyecto Gestalt y asegurar la supervivencia de la humanidad, una vez que los científicos humanos ya no pudieran cumplir esa tarea. Sin embargo, el plan se tropezó con graves fallas. Con el tiempo los Replicantes sin alma comenzaron lentamente a tomar conciencia de sí mismos, a formar su propia identidad, cultura y a intentar separarse del acecho de las Sombras o Gestalts, los cuales, a pesar de ser almas humanas no pueden hacerse entender en lenguaje normal. Además, la «gestalización» ocasiona que las almas tiendan gradualmente a volverse hostiles, especialmente hacia los Replicantes, y finalmente les lleva a enloquecer. El resultado final de esta inestabilidad producida dentro de los Gestalts, crea la enfermedad mortal conocida como Black Scrawl que impacta en sus contrapartes Replicants. Con lo que, el proyecto destinado a salvar a los seres humanos acaba fallando y provocando la muerte de cada vez más personas. La única forma de mantener el proyecto en un relativo control es a través de un Gestalt Original que utilice su cuerpo para extraer maso en estado puro, y de esa forma estabilizar a los Gestalts.
Después de las revelaciones, Nier aun así elige seguir buscando a Yonah, luchar contra las hermanas Devola y Popola y derrotarlas, pero al terminar la batalla Emil se sacrifica así mismo para conseguir que Kainé y Nier escapen. El equipo después aquello consigue encontrar a Yonah e incapacitar a Shadowlord y destruir a su libro acompañante Grimoire Noir, pero a costa de la vida de Weiss, quien confiesa que sus viajes con Nier y la batalla final han consumido toda su energía. Es aquí donde descubren que el Shadowlord era en realidad el Gestalt de Nier que vimos en el prólogo al inicio del videojuego. En el pasado, impulsado por proteger a su hija de su enfermedad, Nier hace un trato y cede su vida y su material genético a la experimentación para convertirse en el Gestalt Original, y el sostén principal de todo el proyecto. Sin embargo, con el paso del tiempo Nier, el Shadowlord, decide recuperar el cuerpo de su hija, la Replicante de Yonah, y volver a unirlas para vivir juntos. Pero al final, la Yonah original le dice a su padre que ella puede escuchar a la Replicante Yonah llorar dentro de ella, que también ama a su padre y que se merece el cuerpo. Después de decir aquello, la Yonah original se suicida dejando el cuerpo, el Nier Gestalt enloquece y es destruido definitivamente como lo fue Grimoire Noir, dando así lugar a la inevitable extinción de la raza humana. Y finalmente, los Replicants Nier y Yonah por fin vuelven a reunirse.  
Todo lo anterior constituye el Final A. 
Si el jugador decide continuar el juego y ver los finales alternativos, comienzan justo después del salto de 5 años y la recuperación de Kainé. En esta nueva partida, se conoce buena parte del pasado de Kainé incluyendo la relación con su abuela, su condición de intersexual, la muerte de sus padres que resultó en el ostracismo y odio de todo su pueblo siendo aún menor de edad, y que ella está parcialmente poseída por una Sombra malvada lo cual provoca que todos la odien. El jugador además gana la habilidad de entender que es lo que dicen los Sombras, incluyendo el que está en el cuerpo de Kainé, aunque en la historia Nier, Grimoire Weiss y Emil no pueden hacerlo. Escenas adicionales y diálogos también son revelados, dando motivaciones y mostrando la historia detrás de cada uno de los jefes Sombras que son atacados y que los muestran como seres sensibles y amables que solo tratan de defenderse de los Replicants. El Final B, del segundo recorrido, muestra que Emil sobrevivió a su sacrificio y que Gestalt Nier y Yonah finalmente también se reúnen después de la muerte. En el tercer recorrido, Tyrann, la Sombra que posee a Kainé, ofrece al jugador la oportunidad de elegir en el final como desea salvarla; Nier puede elegir matarla y terminar con su martirio, siendo este el Final C. O puede elegir sacrificar su propia vida para salvar la de ella. Esta última opción borra todas las memorias de su existencia en los otros personajes, incluyendo su hija, que se muestra con una escena final, y borra todos los progresos guardados del jugador como si el juego nunca hubiese sido jugado, lo cual es el Final D.
Final E: epílogo que sigue los eventos del Final D y se desarrolla en la novela «The Lost World». En el año 3473 Kainé descubre una torre mecánica en el Bosque de los Mitos, locación del Árbol de la Memoria, donde se están generando nuevos Replicants para continuar con Proyecto Gestalt, el bosque se ha transformado en una combinación de vegetación y maquinaría. En ella encuentra a un hombre que dice tener la misma capacidad de los Grimorios, por lo que puede forzar la unión entre Gestalt y Replicant. Además, confirma que ese lugar fue antaño un centro de investigación donde se estudiaba el maso y su relación con la física de la realidad. 

Junto a la ayuda de Emil, Kainé destruye la torre para evitar una nueva catástrofe, mientras el misterioso hombre le insta a recordar algo muy importante para ella y le asegura que el mundo actual es un error, haciendo referencia a la desaparición de Nier. Durante el colapso de la torre, Kainé decide no escapar y se adentra en la frontera entre la realidad y el mundo de los sueños, allí escucha una voz desconocida pero familiar que le pide que se aleje. Sin embargo, ella ignora la petición y, tras atravesar un halo de luz blanca consigue extraer a ese alguien de aquel mundo, e inmediatamente después escucha claramente un comentario en el aire:
«Te dejaré a este hombre, mujer de lencería...»  

## Desarrollo
Nier fue desarrollado por Cavia y publicado por Square Enix. Fue dirigido por Yoko Taro de Cavia y fue producido por Yosuke Saito de Square Enix. El juego fue oficialmente revelado en julio de 2009 durante la Electronic Entertainment Expo 2009, tanto para PlayStation 3 como en Xbox 360. Nier inicialmente estaba destinado a ser exclusivo para la Xbox 360. Después de decidir lanzarlo para PlayStation 3, los desarrolladores dividieron la versión japonesa del juego en Replicant y Gestalt, ya que creían que el público japonés respondería con más fuerza a un protagonista más joven que el adulto Nier. El adulto Nier fue el diseño original ya que Cavia quería «Un personaje masculino adulto muy fuerte como su personaje principal». Aparte de cambiar la apariencia de Nier y modificar algunas líneas de diálogo para adaptarse a él como hermano y no padre de Yonah, los desarrolladores no hicieron ningún cambio entre las 2 versiones. Las localizaciones para el juego en inglés, francés y alemán se produjeron durante el desarrollo de modo que todas las versiones podrían ser lanzados al mismo tiempo, por lo que Cavia y Square Enix podrían solicitar la opinión de América del Norte y Europa del juego para atraer jugadores fuera de Japón.
Los elementos de acción y de combate de Nier fueron inspirados por la serie God of War, que tanto Taro como Saito disfrutaron. Mientras que el juego no había sido tan popular en Japón como en América del Norte, los 2 sintieron que la idea de combatir los jefes 
con estilos de combate diferentes que las de las batallas normales sería una idea que atraería a jugadores de ambas regiones. El cambio de estilos, así como los cambios ocasionales en los ángulos de cámara y movimiento, estaban destinados a «acentuar la diferencia entre lo real, ambiente moderno y el mundo de fantasía» como un atractivo para la historia del juego. El juego estaba destinado también a atraer jugadores de mayor edad; que fue concebido como un RPG de acción para un mercado mayor que la serie de Square Enix Kingdom Hearts. Esto influyó en la decisión de tener un personaje protagonista de unos 30 años, así como mayor cantidad de sangre y blasfemias que los típicos RPG de Square Enix.

## Música
La banda sonora de Nier fue compuesto por una colaboración del estudio Monaca, dirigido por Keiichi Okabe e incluyen también a Kakeru Ishihama y Keigo Hoashi, y Takafumi Nishimura de Cavia. Okabe fue el compositor principal así como también director del proyecto. Okabe fue llevado al proyecto cuando el concepto del juego fue creado y trabajó intermitentemente en la banda sonora por los siguientes 3 años hasta su lanzamiento. La música del juego fue totalmente compuesta fuera del desarrollo del juego. La música fue diseñada para diferentes motivos para estar presente en diversos modos a lo largo de la banda sonora y también para transmitir una sensación de tristeza, incluso durante pistas emocionantes. Okabe tuvo una gran libertad con respecto a cómo iba a sonar la música; la petición principal del director del juego Yoko Taro fue que utilizaran un gran trabajo vocal.
La banda sonora se compone principalmente de piezas acústicas melancólicas que están fuertemente acompañadas de la voz de Emi Evans (Emiko Rebecca Evans), una cantante de Inglaterra que vive en Tokio. Ella es cantante de la banda Fresscape y ha trabajado anteriormente en otros videojuegos como Etrian Odissey. Además de cantar, a Emi se le pidió escribir sus propias letras en idiomas futuristas. Los compositores le dieron la versión preliminar de las canciones y el estilo del idioma que deseaban que estuviese, como gaélico o francés, y ella inventaba las palabras. Evans escribió canciones en gaélico, portugués, español, italiano, francés, inglés y japonés, donde ella trató de imaginar como sonaría 1000 años después.
El 21 de abril de 2010, Square Enix lanzó el álbum de los soundtracks del juego titulado NieR Gestalt & Replicant Original Soundtrack. El álbum de los soundtracks alcanzó el número 24 en la lista Oricon de Japón y se mantuvo en la lista por 11 semanas. Como bonus especial de la preorden de NieR Gestalt y NieR Replicant se incluyeron 2 miniálbumes llamados NieR Gestalt Mini Album y NieR Replicant Mini Album. Otro álbum llamado NieR Gestalt & Replicant 15 Nightmares & Arrange Tracks, fue lanzado y publicado por Square Enix el 8 de diciembre de 2010. El álbum alcanzó el número 59 en la lista Oricon y estuvo en la lista por una semana. Un nuevo álbum fue lanzado el 14 de septiembre de 2011 titulado NieR Tribute Album -echo-.

## Recepción
En Japón, Nier Gestalt vendió alrededor de 12,500 copias la semana de su lanzamiento, mientras que Nier Replicant vendió cerca de 60,000 copias y fue el videojuego más vendido de la semana. Nier Replicant vendió aproximadamente 121,000 copias a finales de mayo de 2010 en Japón. 
Nier recibió críticas mixtas. Los críticos se centraron especialmente en las gráficas: Ryan Clements de IGN citó «Uno de los mayores defectos de Nier es lo visual», mientras que Kevin VanOrd de GameSpot lamentó «el sabor visual» y «los entornos sin vida». Dustin Quillen de 1UP declaró que «el juego luce completamente primitivo», mientras que Adriaan Den Ouden de RPGamer, quien fue el que le otorgó la puntuación más alta que los otros, dijo que «el ambiente es tosco y deficiente». A diferencia de las críticas de las gráficas, los críticos elogiaron la música y la actuación en las voces: Ryan Clements declaró que «ambas son excelentes», Adriaan Den Ouden llamó a la banda sonora «Absolutamente fantástica», Chris Schilling de Eurogamer dijo que la música estaba llena de «temas memorables» y uno de los 4 analistas para la revista japonesa Weekly Famitsu la calificó como «un corte por encima». 
Las críticos dividieron su opinión respecto a la efectividad que el estilo del juego presentó. Seth Schiesel de The New York Times dijo que «bien hay muchos juegos que lo superan en cada área», Nier unió todos los estilos para formar «un conjunto coherente y convincente» en lugar de sentirse «inconexo» y alejado; el elogió especialmente una parte del juego que se presenta totalmente en texto. Patrick Kolan de IGN Australia, sin embargo, dijo que si bien los diferentes estilos eran interesantes y que es uno de los principales puntos fuertes del juego, lamentó una mala ejecución y cohesión y dejó el juego «con trastorno de doble personalidad». Ryan Clements dijo que «las ideas de los desarrolladores a veces eclipsan la implementación actual», además de destacar los elementos del juego como parte de lo que hizo que el juego sea divertido. Adriaan Den Ouden llamó la variedad como mejor parte del juego, comparándolo con un «mesa de buffet», mientras que reconoce que ninguno de los cortes fue sorprendente y que podría fácilmente ser reconocida como pobre.
El combate regular fue visto como sólido y las misiones secundarias como repetitivas, con Dustin Quillen diciendo que «las misiones secundarias en Nier son casi tan numerosas como lo son totalmente sin sentido». Kevin VanOrd las llamó «una serie de eventos monótonos, a menudo conectados solo por largos periodos de nada» y un analista de Famitsu dijo que «no les veía mucho propósito» de estar. Ryan Clements dijo que el juego tenía «una buena cantidad de satisfacción» y  «que los jugadores no esperen algo extraordinario» y Patrick Kolan llamó al combate como «moderadamente profundo». Los críticos mezclaron su opinión de la trama y los personajes; A VanOrd le gustaron la mayoría de los personajes pero pensí que Nier era tosco y la historia «empapada», mientras que Schiesel llamó a la historia «provocadora» y «profunda», diciento que «tiene éxito en el implemento emocional de sus personas y en su mundo». Quillen dijo que el argumento «tiene algunos giros realmente fascinantes y originales» y que Nier «tiene el apoyo de un grupo de personas realmente interesante» y Schilling dijo que la historia «difícilmente me disgustara». El crítico de Famitsu quien vio el juego más favorablemente, dijo que estaba «impresionado» por los múltiples finales y que «nada como se ha hecho en los juegos».

### Reconocimientos
En 2012 la revista Forbes incluyó a la banda sonora de Nier en la lista de las doce mejores soundtracks de videojuegos de todos los tiempos.

## Contenido Descargable
El 11 de mayo de 2010, Square Enix lanzó un complemento de Nier en forma de contenido descargable llamado «The World of Recycled Vessel». La pequeña expansión contiene una serie de 15 batallas con un protagonista joven, junto a Emil y Kainé. El grupo entra en batalla en un mundo de sueño que se accede a través del diario en la casa de Nier. La expansión ofrece nuevo vestuario y armas para el juego. El productor ejecutivo de Square Enix, Yosuke Saito, comentó que «una serie de cosas» con relación a Nier están en marcha y que se podría anunciar en el 2011. Nier fue el último juego que hizo la empresa Cavia, la compañía fue absorbida por su compañía emparentada AQ Interactive en el 2010.